# Jens Klüver

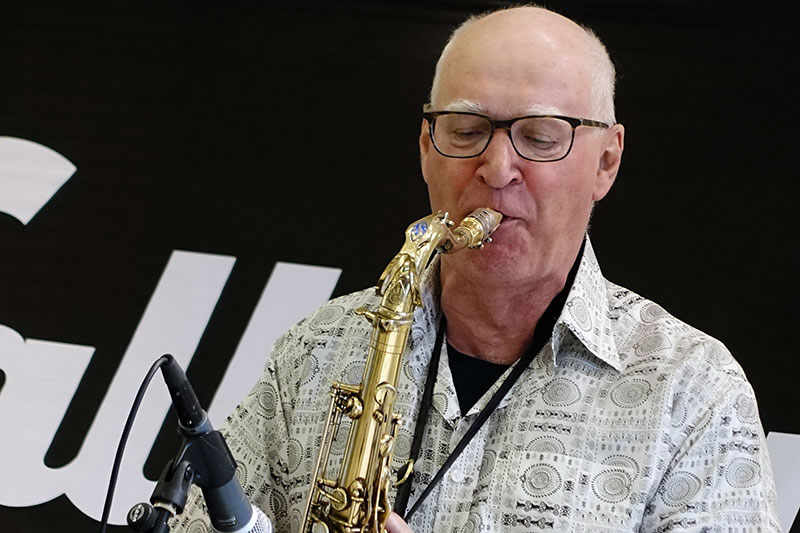
Jens Klüver (2019)

Jens Klüver (* 1. Oktober 1948 in Kopenhagen) ist ein dänischer Jazzmusiker (Klarinette, Tenorsaxophon), der insbesondere als Orchesterleiter hervorgetreten ist.

## Leben und Wirken
Klüver wuchs in Fredericia auf. Als Jugendlicher begeisterte er sich für Jazz, als er bei Radio Luxemburg traditionellen Jazz hörte. Zunächst spielte er Klarinette und dann Saxophon. Zum ersten öffentlichen Auftritt kam es, als er seinen Wehrdienst in der Fernmeldeeinheit in Aarhus ableistete, wo er im Regimentsorchester spielte. 1970 nahm er sein Studium am Musikwissenschaftlichen Institut der Universität Aarhus auf; 1973 wurde er in die Königlich Dänische Musikakademie aufgenommen, wo er seinen Abschluss als Klarinettist machte. Dann unterrichtete er an der Musikschule in Aarhus, deren Bigband er 1976 gründete.
1977 gründete er in Aarhus zudem Klüvers Big Band, die er zu einem professionellen Orchester entwickelte und bis 2012 leitete. Daneben spielte Klüver in seinem eigenen Quartett und in verschiedenen Gruppen wie Krogsbæk, Tusind og En Watt, Falkum Five, Cue, Århus Syncopaterne, Jazzrationen, Verners Workshop, Blues Pickin, Rubens Radio, Tintiana, Randers Byorkester, und bei Esben Tjalve. Zudem fungierte er als Dirigent für Amateurbigbands in Sønderborg, Aalborg, Aarhus, Torshavn und für die Vejle Amts Ungdoms Big Band. Weiterhin organisierte er seit 1998 das Aarhus Jazz Festival; auch war er Vorsitzender der lokalen Jazz- und Rockmusikervereinigung.

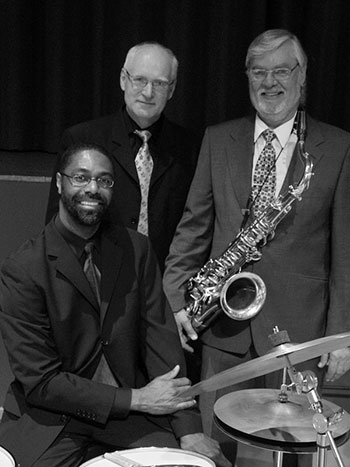
Jens Klüver (Mitte) mit Dennis Mackrel (links) und Jesper Thilo (rechts, 2009)

## Preise und Auszeichnungen
Klüver wurde 1982 mit dem lokalen Gaffelprisen bedacht. 2002 wurde er als Bandleader mit dem Ben Webster Prize ausgezeichnet. 2009 erhielt er den Dansk Kapelmester Forbunds Hæderspris und 2012 den DMF Hæderspris.